# Idrometria

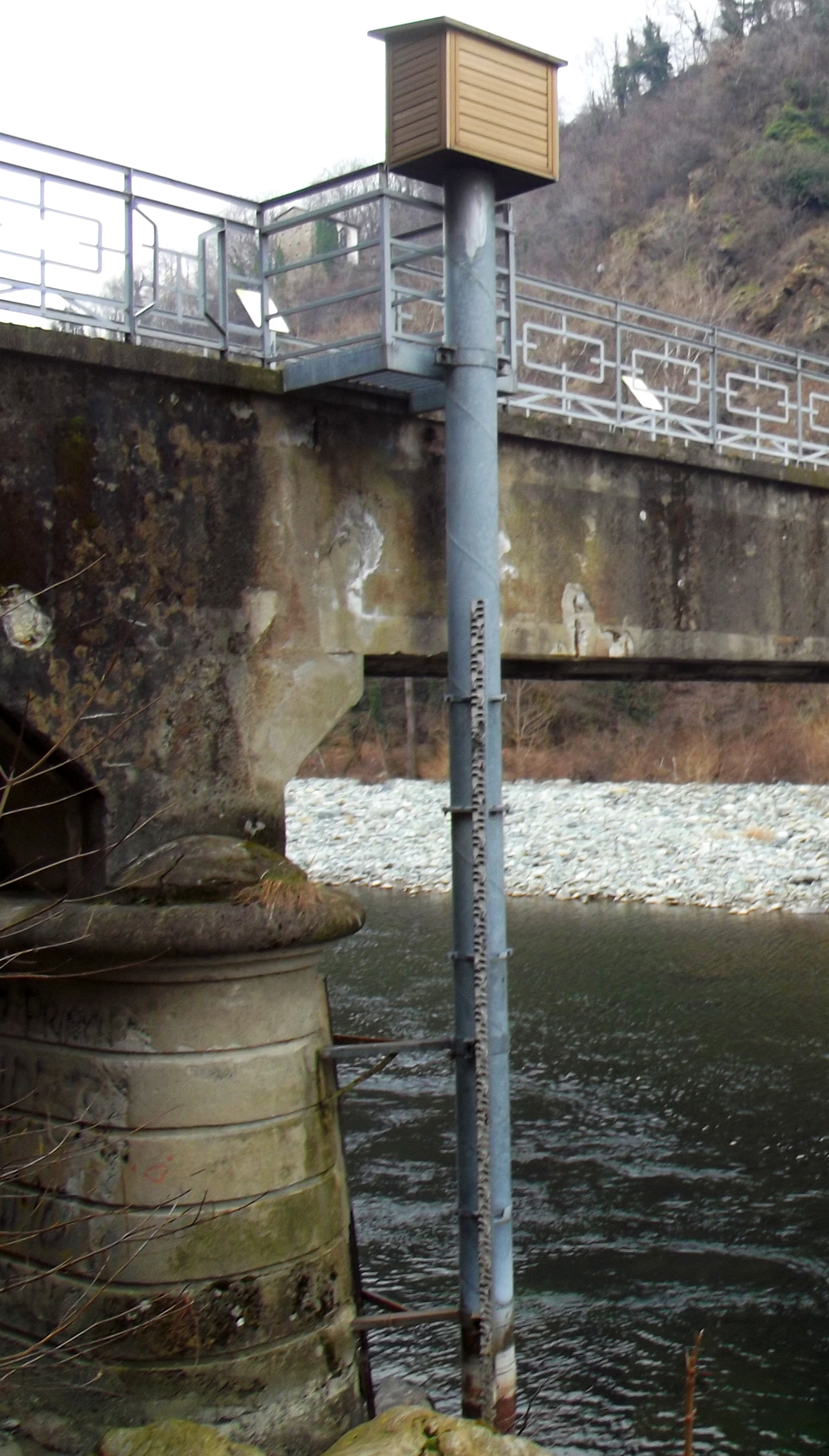
Una capannina per misure idrometriche sulla Stura di Lanzo.

L'idrometria è quella branca dell'idraulica che si occupa delle misurazioni di grandezze fisiche delle correnti di fluidi, soprattutto dell'acqua (livello, pressione, velocità, portata).
Gli strumenti per la misurazione sono numerosi: Idrometri, manometri, misuratori di portata, ecc.

## Etimologia
Dal greco ὒδωρ = acqua; μέτρον = misura: letteralmente, misura delle acque. Il termine venne utilizzato per la prima volta nel 1694 quando all'Università di Bologna venne istituita la cattedra di Idrologia per Domenico Guglielmini, il matematico che nel 1686 era stato nominato intendente generale delle acque del Bolognese con il compito di sorvegliare i torrenti e i canali al fine di evitarne le inondazioni.

### Storia
- Cesare Cantù, Storia di cento anni (1750-1850), Torino: Unione Tipografico-Editrice, 1863 (Google libri)
- Domenico Guglielmini, Lettera terza idrostatica scritta dal Signor Domenico Guglielmini all'eruditissimo signore Antonio Migliabecchi, in Leonardo Ximenes, Raccolta d'autori che trattano del moto delle acque, Firenze: Nella stamperia di Sua Altezza reale, 1770, p. 221 (Google libri)
- Paolo Frisi, Instituzioni di meccanica, d'idrostatica, d'idrometria e dell'architettura statica, e idraulica ad uso della regia scuola eretta in Milano per gli architetti, e per gl'ingegneri dell'A.D.P. Frisi, In Milano: appresso Giuseppe Galeazzi regio stampatore, 1777 (Google libri)
- Domenico Turazza, Trattato di idrometria ad uso degli ingegneri, Padova: Coi tipi del Seminario, 1845 (Google libri)